# Margaret River Pro
Il Margaret River Pro è una competizione di surf indetta dalla World Surf League (WSL) e facente parte del WSL Championship Tour, sia maschile che femminile. La gara si svolge annualmente, solitamente per una settimana tra la fine di marzo e l'inizio giugno, a partire dal 1985, e si tiene presso Margaret River, nell'Australia Occidentale. Nel 1989 è stato istituito anche il torneo femminile.

## Sponsorizzazioni
Negli anni la gara, nata come Emu Bitter Thriller, poiché sponsorizzata dal noto marchio di birra Emu, ha avuto diverse sponsorizzazioni. Così, ad esempio, già l'anno dopo, nel 1986, la gara cambiò nome in Swan Premium Thriller, avendo come sponsor sempre una marca di birra, mentre nel 1989, dopo il mancato svolgimento dell'edizione del 1988, i diritti del nome furono acquistati dalla Body Glove. Tra i vari sponsor che si sono avvicendati negli anni seguenti figurano la Coca-Cola, la Quiksilver, la Salomon e diversi enti governativi dell'Australia Occidentale, soprattutto quelli impegnati nella lotta alla droga, così ad esempio al 1990 al 1993 la gara ebbe nome Drug Offensive Surfmasters, mentre dal 2007 al 2017 il nome della competizione è stato Drug Aware Margaret River Pro. A causa del pericolo di attacchi da parte di squali, parte dell'edizione 2018, compresa la finale, si è svolta a Uluwatu, in Indonesia e quindi l'evento ha preso il nome di Uluwatu CT. Nell'edizione 2019, lo sponsor della gara, nuovamente svolta a Margaret River, è stato l'ente turismo dell'Australia Occidentale.

## Albo dei vincitori della gara maschile
| Anno | Vincitore          | Nazione            | Punteggio | Secondo classificato | Nazione            | Punteggio | Montepremi |
| ---- | ------------------ | ------------------ | --------- | -------------------- | ------------------ | --------- | ---------- |
| 2019 | John John Florence | Hawaii             | 18,50     | Kolohe Adino         | Stati Uniti        | 15,10     |            |
| 2018 | Willian Cardoso    | Brasile            | 15,57     | Julian Wilson        | Australia          | 14,43     |            |
| 2017 | John John Florence | Hawaii             | 19,03     | Kolohe Adino         | Stati Uniti        | 13,60     |            |
| 2016 | Sebastian Zietz    | Hawaii             | 17,40     | Julian Wilson        | Australia          | 16,67     |            |
| 2015 | Adriano de Souza   | Brasile            | 17,53     | John John Florence   | Hawaii             | 16,87     |            |
| 2014 | Michel Bourez      | Polinesia francese | 15,90     | Josh Kerr            | Australia          | 12,44     |            |
| 2013 | Dusty Payne        | Hawaii             | 16,36     | Josh Kerr            | Australia          | 13,20     |            |
| 2012 | John John Florence | Hawaii             | 18,76     | Olamana Eleogram     | Hawaii             | 15,43     |            |
| 2011 | Damien Hobgood     | Stati Uniti        | 12,83     | Yadin Nicol          | Australia          | 6,94      |            |
| 2010 | Josh Kerr          | Australia          | 17,03     | Taj Burrow           | Australia          | 16,50     |            |
| 2009 | Daniell Ross       | Australia          | 16,20     | Adam Melling         | Australia          | 14,74     |            |
| 2008 | Tom Whitaker       | Australia          | 15,67     | Chris Ward           | Stati Uniti        | 6,17      |            |
| 2007 | Kieren Perrow      | Australia          |           |                      |                    |           |            |
| 2006 | Mark Occhilupo     | Australia          | 14,83     | Rick Basnett         | Sudafrica          | 13,67     |            |
| 2005 | Troy Brooks        | Australia          |           | Roy Powers           | Hawaii             |           |            |
| 2004 | Neco Padaratz      | Brasile            |           | Raoni Monteiro       | Brasile            |           |            |
| 2003 | Mick Campbell      | Australia          |           |                      |                    |           |            |
| 2002 | Joel Parkinson     | Australia          |           | Jake Paterson        | Australia          |           |            |
| 2001 | Mick Fanning       | Australia          |           |                      |                    |           |            |
| 2000 | Mark Bannister     | Australia          |           | Taj Burrow           | Australia          |           |            |
| 1999 | Luke Egan          | Australia          |           | Taj Burrow           | Australia          |           |            |
| 1998 | Jake Paterson      | Australia          |           | Michael Barry        | Australia          |           |            |
| 1997 | Taj Burrow         | Australia          |           | Todd Prestage        | Australia          |           |            |
| 1996 | Chris Gallagher    | Stati Uniti        |           | Vetea David          | Polinesia francese |           |            |
| 1995 | Barton Lynch       | Australia          |           |                      |                    |           |            |
| 1994 | Non disputata      |                    |           |                      |                    |           |            |
| 1993 | Gary Elkerton      | Australia          |           | Michael Remmelese    | Australia          |           |            |
| 1992 | Tom Carroll        | Australia          |           | Flavio Padaratz      | Brasile            |           |            |
| 1991 | Non disputata      |                    |           |                      |                    |           |            |
| 1990 | Barton Lynch       | Australia          | 117,90    | Jeff Booth           | Stati Uniti        | 109,30    |            |
| 1989 | Dave Macaulay      | Australia          | 110,80    | Tom Carroll          | Australia          | 80,00     |            |
| 1988 | Non disputata      |                    |           |                      |                    |           |            |
| 1987 | Tom Carroll        | Australia          | 134,60    | Rob Bain             | Australia          | 120,80    |            |
| 1986 | Tom Carroll        | Australia          |           | Tom Curren           | Stati Uniti        |           |            |
| 1985 | Mark Occhilupo     | Australia          |           | Mark Richards        | Australia          |           |            |

## Albo delle vincitrici della gara femminile
| Anno | Vincitrice          | Nazione       | Punteggio | Secondo classificato | Nazione     | Punteggio | Montepremi |
| ---- | ------------------- | ------------- | --------- | -------------------- | ----------- | --------- | ---------- |
| 2019 | Lakey Peterson      | Stati Uniti   | 13,33     | Tatiana Weston-Webb  | Brasile     | 10,40     |            |
| 2018 | Johanne Defay       | Francia       | 15,67     | Tatiana Weston-Webb  | Brasile     | 12,67     |            |
| 2017 | Sally Fitzgibbons   | Australia     | 14,90     | Tyler Wright         | Australia   | 12,53     |            |
| 2016 | Tyler Wright        | Australia     | 18,67     | Courtney Conlogue    | Stati Uniti | 14,70     |            |
| 2015 | Courtney Conlogue   | Stati Uniti   | 16,93     | Carissa Moore        | Hawaii      | 13,13     |            |
| 2014 | Carissa Moore       | Hawaii        | 15,73     | Tyler Wright         | Australia   | 14,10     |            |
| 2013 | Carissa Moore       | Hawaii        | 11,00     | Tyler Wright         | Australia   | 6,94      |            |
| 2012 | Courtney Conlogue   | Stati Uniti   | 16,23     | Malia Manuel         | Hawaii      | 11,03     |            |
| 2011 | Courtney Conlogue   | Stati Uniti   | 12,90     | Sage Erickson        | Stati Uniti | 10,93     |            |
| 2010 | Chelsea Hedges      | Australia     | 15,26     | Sally Fitzgibbons    | Australia   | 14,73     |            |
| 2009 | Melanie Redman-Carr | Australia     | 12,60     | Coco Ho              | Hawaii      | 7,67      |            |
| 2008 | Paige Hareb         | Nuova Zelanda | 14,50     | Rosanne Hodge        | Sudafrica   | 13,57     |            |
| 2007 | Jacqueline Silva    | Brasile       |           | Jessi Miley-Dyer     | Australia   |           |            |
| 2006 | Non disputata       |               |           |                      |             |           |            |
| 2005 | Yvonne Byron        | Australia     |           | Layne Beachley       | Australia   |           |            |
| 2004 | Dara Penfold        | Australia     |           |                      |             |           |            |
| 2003 | Heather Clarke      | Sudafrica     |           | Melanie Redman-Carr  | Australia   |           |            |
| 2002 | Melanie Redman-Carr | Australia     |           | Layne Beachley       | Australia   |           |            |
| 2001 | Melanie Redman-Carr | Australia     |           |                      |             |           |            |
| 2000 | Melanie Redman-Carr | Australia     |           |                      |             |           |            |
| 1999 | Kate Skarratt       | Australia     |           | Melanie Redman-Carr  | Australia   |           |            |
| 1998 | Prue Jeffries       | Australia     |           | Melanie Redman-Carr  | Australia   |           |            |
| 1997 | Lynette McKenzie    | Australia     |           | Megan Abubo          | Hawaii      |           |            |
| 1996 | Pam Burridge        | Australia     |           | Jodie Cooper         | Australia   |           |            |
| 1995 | Non disputata       |               |           |                      |             |           |            |
| 1994 | Non disputata       |               |           |                      |             |           |            |
| 1993 | Pam Burridge        | Australia     |           |                      |             |           |            |
| 1992 | Jodie Cooper        | Australia     |           | Vanessa Osborne      | Australia   |           |            |
| 1991 | Non disputata       |               |           |                      |             |           |            |
| 1990 | Wendy Botha         | Australia     |           | Jodie Cooper         | Australia   |           |            |
| 1989 | Wendy Botha         | Australia     |           |                      |             |           |            |